# Antanas Šipavičius
Antanas Šipavičius (* 16. Juni 1964 in Telšiai) ist ein litauischer Zöllner, Leiter des litauischen Zollamts.

## Leben
Nach dem Abitur an der Mittelschule absolvierte er von 1982 bis 1987 das Diplomstudium der Mechanik an der Lietuvos žemės ūkio akademija und von 2004 bis 2006 das Masterstudium der Verwaltung an der Kauno technologijos universitetas in Kaunas. Er bildete sich weiter in Stockholm (Schweden), Taipeh (Taiwan), Charleston (USA), Münster, Bramschill (UK), Hoofddorp (Niederlande). Von 1987 bis 1988 arbeitete er im Kolchos in Linkaičiai bei Joniškis, von 1989 bis 1991 in Kretinga als Automechaniker. Ab 1991 arbeitete er im Zollamt Klaipėda, von 2004 bis 2009 als Leiter des Zollamts der Hafenstadt. Seit 2010 ist er Generaldirektor von Zolldepartament am Finanzministerium (Litauen).
Er ist verheiratet. Mit Frau Janina hat er zwei Kinder.